# Risanamento di Firenze
Il cosiddetto risanamento di Firenze fu un periodo della storia urbanistica cittadina che si svolse tra il 1865 e il 1895 quando una larga fetta del centro storico subì drastiche modifiche, dettate da nuove esigenze economiche e sociali. Questo periodo fu conseguenza di e in parte coincise con il periodo di Firenze Capitale, quando cioè la città fu capitale del Regno d'Italia, tra il 1865 e il 1871.

## Firenze capitale
Il tessuto urbano della città era giunto sostanzialmente indenne all'entrata della Toscana nel Regno di Sardegna (poi Regno d'Italia) con il plebiscito del 1860: circondata dalle mura, con i punti focali nella cupola e negli altri edifici monumentali, in un secolare equilibrio tra parti costruite e parti occupate da spiazzi, orti e giardini (soprattutto nelle zone a ridosso delle mura).
In breve tempo la città subì quel mutamento di ruolo e di funzione repentino, e senza precedenti, quando nel 1864 venne designata quale capitale d'Italia, dopo Torino. Questa scelta, che senz'altro destò soddisfazione in tutta la popolazione, mise però in luce tutta una serie di inadeguatezze funzionali dell'antico tessuto urbano, essendo ancora quasi inesistente una distinzione tra aree divise per funzioni pubbliche o private, che nemmeno le riforme dei Lorena avevano saputo modificare significativamente.

Firenze prima del piano Poggi 1857-1861.

Con una certa urgenza il comune affidò la realizzazione di un piano di ampliamento all'architetto Giuseppe Poggi, che venne consegnato il 18 febbraio 1865.

## L'espansione territoriale del comune di Firenze
Condizione imprescindibile per l'attuazione del Piano Poggi fu l'espansione territoriale del comune di Firenze. A quest'epoca questo era infatti delimitato dalla cerchia delle mura medievali, al di là delle quali cominciavano subito i territori dei comuni di Rovezzano, Bagno a Ripoli, Galluzzo, Legnaia, Pellegrino e Fiesole. In un primo tempo si pensò a un'annessione tout court dei sei comuni limitrofi, ipotesi poi abbandonata per difficoltà logistiche (basti pensare a Bagno a Ripoli, il cui territorio si spingeva fino nel Chianti) o per ragioni storiche (il prestigio di Fiesole). Fu pertanto decisa una parziale espansione, che portò all'annessione al comune di Firenze di una corona circolare di territorio attorno alle mura, ottenuta con parti dei soppressi comuni di Legnaia, Rovezzano e Pellegrino e con la riduzione di quelli di Bagno a Ripoli, Fiesole e Galluzzo. In questa occasione al comune di Firenze furono annesse le zone di Legnaia, i sobborghi del Pignone e di Verzaia, Bellosguardo e Monticelli dal comune di Legnaia; il Parco delle Cascine, Rifredi, Montughi, Il Pino, parte di Novoli e Polverosa dal comune del Pellegrino; San Salvi e Varlungo dal comune di Rovezzano; una zona prossima alle mura (attuali quartieri del Campo di Marte, San Gervasio e la zona del Viale Mazzini) dal comune di Fiesole; San Miniato, Pian de' Giullari, Il Bandino e Badia a Ripoli dal comune di Bagno a Ripoli; Arcetri, Poggio Imperiale, San Gaggio e Le Due Strade dal comune di Galluzzo.

## Il piano Poggi

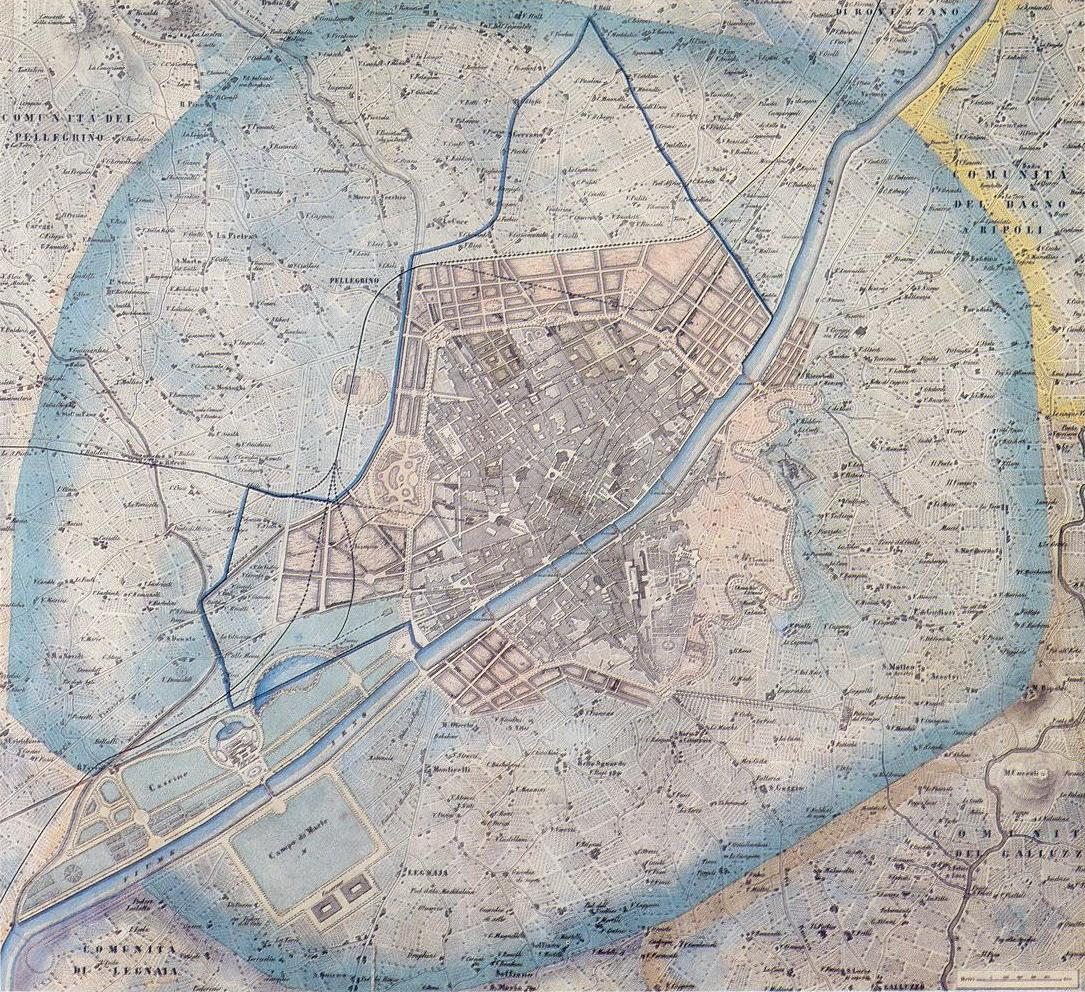
Il Piano Poggi (1865) nella sua prima versione.

Il piano di Giuseppe Poggi doveva rispondere a una serie di questioni impellenti:
- provvedere a nuovi alloggi e servizi per l'aumento della popolazione dovuto all'arrivo di impiegati per gli uffici della capitale;
- coniugare interessi pubblici e privati limitando la speculazione;
- difendere la città dalle piene dell'Arno (memori della recente alluvione del 3-4 novembre 1864 e di quella disastrosa del 1844);
- dare alla città un volto celebrativo, moderno e borghese, in linea con le contemporanee evoluzioni di altre città europee.

Gli elementi fondamentali del piano furono:
- spostamento della cinta daziaria e abbattimento delle mura (almeno nella parte a nord dell'Arno) per realizzare dei nuovi boulevard;
- realizzazione del viale dei Colli sul lato sud dell'Arno;
- creazione del Campo di Marte per le attività militari (inizialmente previsto sulla sponda sud);
- una nuova stazione ferroviaria;
- un nuovo macello e un gazometro;
- nuove opere di difesa idraulica.

I lavori incominciarono nel maggio 1865 e furono terminati cinque anni dopo. Per realizzare il piano si procedette massivamente all'esproprio. I fondi vennero reperiti con un piano di prestito pubblico di trenta milioni di lire, da ammortizzare in cinquant'anni.

### I viali di Circonvallazione
Al posto delle mura abbattute il Poggi realizzò i cosiddetti viali di Circonvallazione, una serie di viali alberati di grandi dimensioni che circondavano ad anello il centro della città, almeno riguardo alla sponda nord, ispirandosi ai boulevard di Parigi.
Lo scopo dei viali non era puramente estetico, né era dettato ancora da esigenze del traffico veicolare. La loro principale funzione fu quella di saldare il tessuto urbano del centro con i nuovi quartieri semicentrali, in chiave di celebrazione della capitale e di decoro borghese.
In corrispondenza delle antiche porte di accesso alle mura, quasi tutte risparmiate, vennero create delle grandi piazze dalle quali si diramavano razionalmente strade ampie e rettilinee, dove sorsero numerose le residenze della borghesia legata all'apparato statale e alla corte reale da poco trasferitasi in città.

### Il viale dei Colli

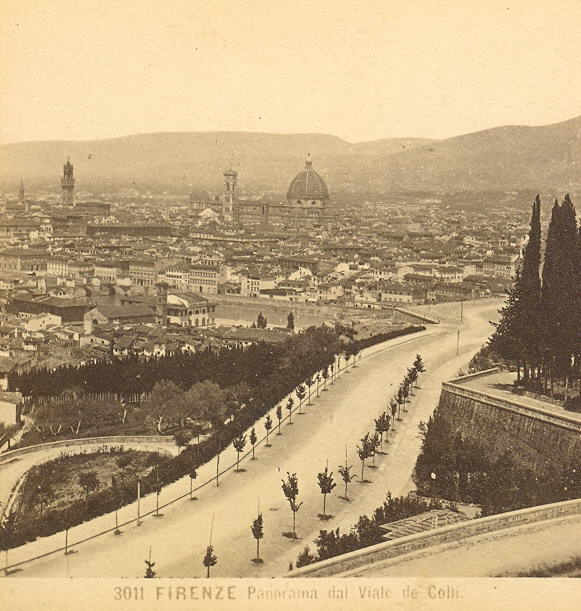
Viale dei Colli e panorama di Firenze in una foto ottocentesca.

Il viale dei Colli era una sorta di immagine speculare sulla riva dell'Oltrarno dei viali di Circonvallazione, anche se meno ampi, con ampie zone verdi ai lati della carreggiata per il passeggio panoramico e costellati dai lussuosi villini rappresentativi dell'alta borghesia cittadina.
Il percorso venne coronato dal piazzale Michelangelo, terrazza-belvedere aperta sul panorama cittadino, destinata a diventare una delle immagini della città più apprezzate dal mondo internazionale.

### I nuovi quartieri
Il piano urbanistico prevedeva la realizzazione di interi nuovi quartieri a ridosso dei viali, improntati a criteri moderni che non avevano agganci con la tradizione consuetudinaria del modo di abitare cittadino. Questi quartieri avevano tipologia abitative varie, dai villini a schiera di modeste dimensioni ai grandi blocchi di appartamenti da affittare, tutti improntati all'imitazione, seppure in scala ridotta, delle importanti residenze alto-borghesi e aristocratiche.
I nuovi quartieri creati furono quelli di Piagentina (fuori Porta alla Croce tra l'Arno e l'Affrico), di piazza Savonarola (tra Porta San Gallo e il piazzale Donatello), di San Jacopino (fuori Porta al Prato) e del Pignone (fuori Porta San Frediano).

## Altri interventi
Più o meno contemporaneamente al piano Poggi vennero messe in pratica anche altri progetti nel centro cittadino: venne ampliato il ponte alla Carraia (1863) venne creata una via rettilinea tra Palazzo Pitti e piazza Santo Spirito (1869), vennero abbattuti alcuni edifici sorti a ridosso di palazzo Vecchio e vennero ampliati alcuni vicoli per l'accesso a piazza della Signoria.
Già nel 1869 si era programmato di mettere mano alla zona del Mercato Vecchio e venne messo a punto un progetto che prevedeva la realizzazione di una grande piazza e di una galleria coperta lungo via Pellicceria. Il progetto aveva bisogno di trovare un sito per il trasferimento del mercato, che venne individuato presso San Lorenzo, dove in effetti venne costruito il Mercato Centrale (1870-1874) su progetto di Giuseppe Mengoni, l'architetto della Galleria di Milano. Il progetto per il Mercato Vecchio venne però temporaneamente accantonato, per via del trasferimento della capitale.
Fu anche il periodo dell'ampliamento e regolarizzazione delle strade del centro storico: la creazione dei lungarni (1870 circa), la regolarizzazione di via dei Calzaiuoli (1842), di via de' Tornabuoni e via degli Strozzi (1864), di piazza del Duomo (1826-1830), l'apertura di via degli Avelli (1867). Su queste nuove strade, ma anche sulle arterie più prestigiose della città, come via Cavour, i palazzi venivano spesso dotati di nuove facciate e prospetti.
Per l'alta borghesia arrivata in città con le funzioni statali, si procedette all'esproprio degli orti e giardini nel quartiere della Mattonaia, dove sorsero i palazzi, i villini e le palazzine attorno a piazza d'Azeglio.

## La crisi dopo il trasferimento della capitale a Roma
Dopo il trasferimento della capitale a Roma, in seguito alla presa della città con la breccia di Porta Pia, Firenze visse un periodo di ristagno e crisi: sia la pubblica amministrazione sia i privati non erano più interessati a proseguire i lavori perché ci fu una diminuzione della popolazione che rese le nuove strutture sovrabbondanti. Il Comune però aveva contratto cospicui debiti, che lo spinsero sull'orlo del deficit. 
Riaffiorarono però presto i problemi legati alle difficoltà di accesso alla città, ai collegamenti tra le zone più densamente abitate, alla mancanza di un centro rappresentativo dell'epoca moderna e alla valorizzazione dei monumenti.
In questo contesto ripresero vigore i progetti per la sistemazione dell'area del Mercato Vecchio.

## Lo "sventramento" del Mercato Vecchio e del Ghetto

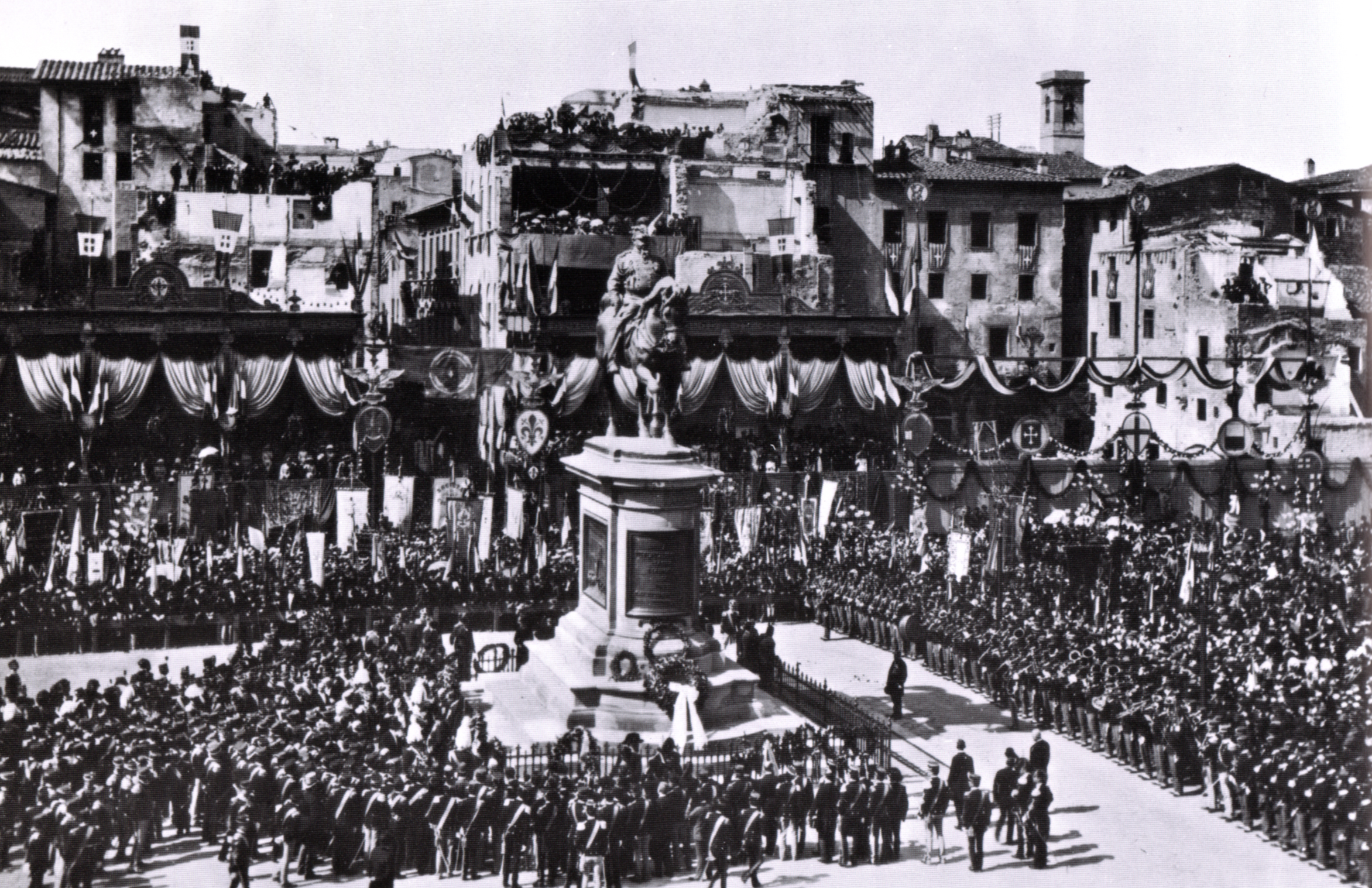
L'inaugurazione del monumento a Vittorio Emanuele II, prima del termine dei lavori di Piazza della Repubblica (allora piazza Vittorio Emanuele II), 20 settembre 1890.

Il Mercato Vecchio era il centro geografico della città, dove anticamente i romani avevano posto il foro. Già sistemato a piazza all'epoca di Cosimo I de' Medici, nel tempo si era coperto di minuscoli edifici popolari, che ne avevano mutato l'aspetto. Nel 1881 il giornalista Jarro aveva denunciato con una serie di articoli raccolti in un libro la situazione a suo dire "squallida" di questa fetta del centro, destando un rinnovato scalpore e indignazione. Quello stesso anno il comune incaricò una commissione di rilevare lo stato degli immobili e delle condizioni di vita degli abitanti del Mercato Vecchio. Il presunto degrado rilevato fornì la scusa per aprire la strada all'opera di "risanamento" massiccio. Il progetto definitivo venne approvato il 2 aprile 1885: entro giugno tutta la popolazione della zona era stata evacuata e tutte le proprietà erano state espropriate.
I lavori procedettero con solerzia dopo il 1888, demolendo innanzitutto la parte nord della piazza, tra la Colonna dell'Abbondanza e l'attuale lato del Caffè Gilli: a questo punto, una volta eliminati gli antichi edifici del mercato si era riscoperta la piazza cinquecentesca, con la Loggia del Pesce del Vasari e forse, per esempio secondo il parere di Piero Bargellini, sarebbe stato auspicabile che i lavori si fossero interrotti lì. Ma il centro era ormai gravato da forti interessi economico speculativi, che reclamavano edifici in grande pompa, nuovi di zecca per rappresentare l'emergente ceto borghese, per cui l'area delle demolizioni si ampliò notevolmente, arrivando a coprire l'area tra piazza Strozzi, via de' Vecchietti, via de' Pecori, via dei Calzaiuoli, piazza della Signoria e via Porta Rossa. Molte furono le antiche testimonianze architettoniche del passato che vennero sacrificate senza troppa esitazione: chiese antiche, case-torri, sedi di Arti. Anche il vecchio Ghetto, con due sinagoghe, venne raso al suolo.
Al loro posto sorsero i grandi palazzi, i portici, l'arco trionfale e il grande spazio di piazza Vittorio Emanuele II, oggi piazza della Repubblica. Nel 1894 veniva inaugurato solennemente il monumento a Vittorio Emanuele II al centro di una piazza ancora in costruzione (poi spostato nel 1932 in piazza Vittorio Veneto). Pochi anni dopo erano terminati tutti gli edifici attorno.

## Campo di Marte
Fu deciso la creazione di un'area dedicata a parate ed esercitazioni marziali denominata Campo di Marte; inizialmente tale area avrebbe dovuto essere sull'altra sponda dell'Arno prospiciente al parco delle Cascine (vedi piano Poggi del 1865), nel successivo progetto (1877) Poggi spostò l'area in prossimità del torrente Affrico dove poi si realizzò concretamente.

## Ultimi interventi
Uno degli ultimi interventi urbanistici del periodo delle demolizioni riguardò il palazzo Arcivescovile e piazza San Giovanni. Il palazzo era costituito da due corpi collegato da un passaggio sospeso su via dell'Arcivescovado, proseguimento dell'attuale via Roma. Tra il 1893 e il 1895 venne deciso di ampliare la piazza per dare più luce e spazio al Battistero, per cui si demolì la parte più avanzata del palazzo, ricostruendo la facciata cinquecentesca nella posizione attuale, alquanto arretrata dalla sua posizione originaria.
Nel 1898 infine, l'Associazione in difesa della Firenze antica venne fondata e, forte dell'apporto di molti intellettuali stranieri, riuscì a porre fine alle estese demolizioni del centro.

## Cronologia
Epoca lorenese
- 1783-1784 - Demolizione di San Pier Maggiore
- 1826-1830 - Prolungamento di via Cavour e creazione delle strade limitrofe
- 1830 - Ampliamento di piazza del Duomo e nuova Canonica
- 1830 - Allargamento di via dei Boni (oggi via dei Pecori)
- 1842-1843 - Ampliamento di via dei Calzaiuoli
- 1844 - Creazione di piazza Maria Antonia (oggi piazza Indipendenza) e costruzione del quartiere di Barbano
- 1848 - Costruzione della stazione Maria Antonia sui giardini di Valfonda e parte del convento di Santa Maria Novella
- 1849-1858 - Creazione del lungarno Nuovo

Risanamento
- 1860-1861 - Rettificazione e ampliamento di via Buia (via dell'Oriuolo)
- 1864 - Piano Poggi
- 1864 - Ampliamento di via de' Cerretani e via Panzani
- 1864 - Ampliamento di via Tornabuoni e di un tratto di via degli Strozzi
- 1864-1870 - Creazione di piazza Massimo d'Azeglio e del quartiere della Mattonaia
- 1865-1868 - Creazione del viale dei Colli
- 1865-1871 - Demolizione delle mura sulla sponda nord e creazione dei viali di Circonvallazione
- 1869-1873 - Realizzazione dei lungarni sulla sponda nord verso monte e sulla sponda sud
- 1870-1871 - Ampliamento di via dei Martelli
- 1874 - Completamento del Mercato Centrale e ristrutturazione delle vie limitrofe.
- 1876 - Distruzione della case sul ponte alle Grazie per ampliamento della carreggiata e posa dei binari del tram
- 1881 - Prime demolizioni in Mercato Vecchio, in particolare della Beccheria e della corona
- 1885 - Smontaggio della colonna dell'Abbondanza
- 1888-1889 - Demolizione del Ghetto, di Santa Maria degli Ughi, del palazzo Strozzi di via degli Anselmi e di parte del palazzo dello Strozzino, della via degli Speziali, della chiesa di San Tommaso, della via dei Succhiellinai (via Roma)
- 1889 - Demolizione della Loggia del Pesce, della chiesa di Sant'Andrea
- 1889-1890 - Demolizione della torre dei Caponsacchi, del palazzo degli Amieri
- 1890 - Smontaggio del tabernacolo di Santa Maria della Tromba, demolizione delle case degli Alfieri Strinati, della chiesa di San Pier Buonconsiglio, della via de' Ferravecchi (via degli Strozzi)
- 1891 - Demolizione della Residenza dell'Arte degli Albergatori
- 1892 - Demolizione della chiesa di San Donato dei Vecchietti e degli edifici circostanti
- 1893 - Creazione della piazza dei Davanzati, demolizioni in via dei Tosinghi (isolato tra via Roma e via Calzaioli)
- 1893-1895 - Demolizione isolato tra via Porta Rossa e via de' Lamberti
- 1894 - Demolizione dell'isolato di San Miniato tra le Torri, demolizione parziale del palazzo Arcivescovile
- 1896-1897 - Demolizione del dado dei Lamberti

Restauri in stile
- 1905-1921 - Restauro e ampliamento del palazzo dell'Arte della Lana
- 1911 - Restauro della casa di Dante
- 1917 - Ricostruzione del tabernacolo di Santa Maria della Tromba
- 1921-1922 - Restauro in stile del palagio di Parte Guelfa

Fascismo
- 1933-1935 - Creazione di piazza della Stazione
- 1936-1937 - Demolizioni in via Valfonda per la costruzione di nuovi edifici
- 1936-1938 circa - Risanamento del quartiere di Santa Croce e creazione della piazza dei Ciompi

Secondo dopoguerra
- 1945-1953 - Ricostruzioni post belliche: via Por Santa Maria, lungarno degli Acciaiuoli, via Guicciardini, via de' Bardi e zone limitrofe
- 1956 - Ricollocamento della colonna dell'Abbondanza